# Michael Heizer

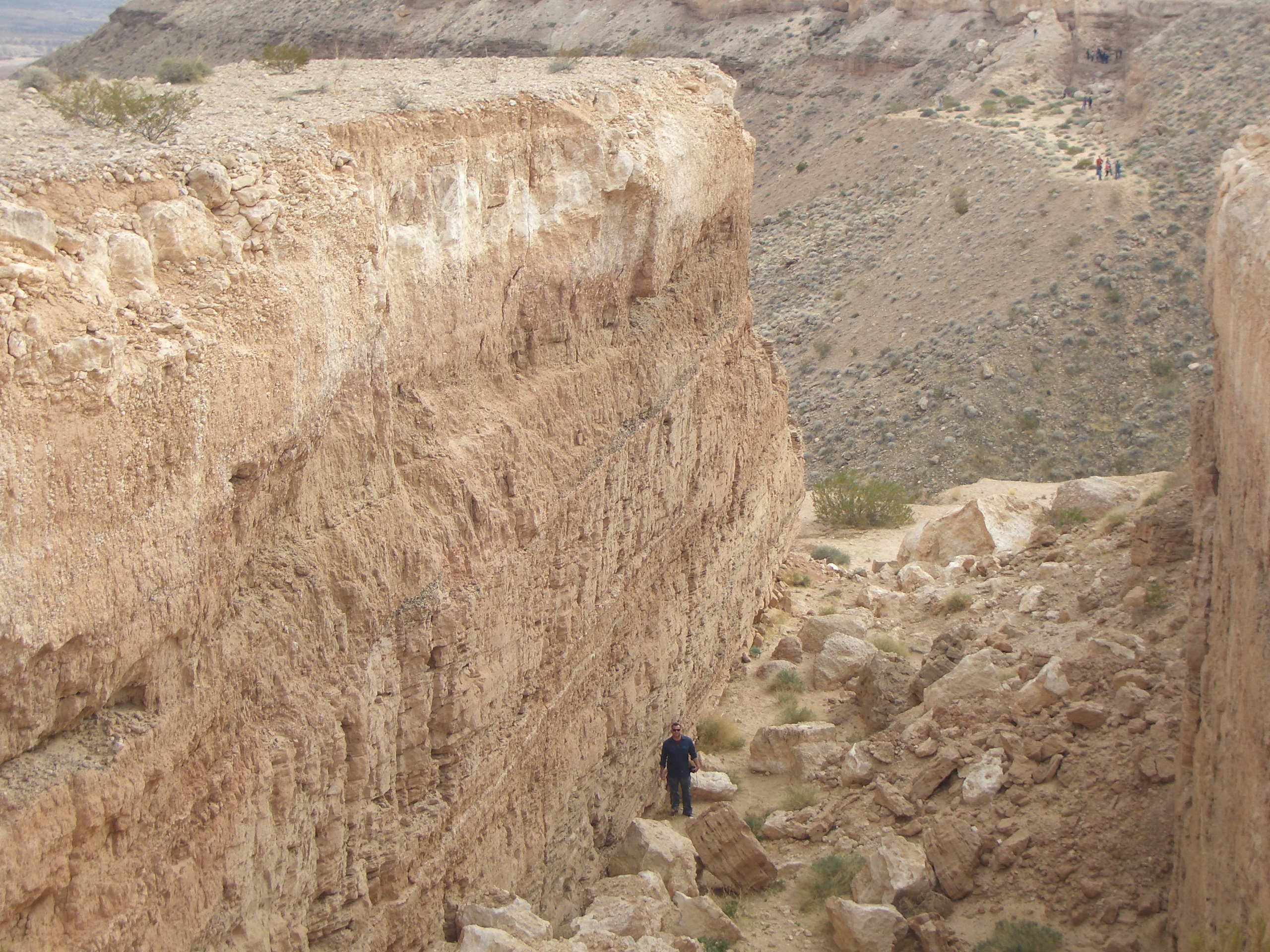
Ansicht von Double Negative, Blickrichtung Süden

Michael „Mike“ Heizer (* 4. November 1944 in Berkeley, Kalifornien) ist ein international anerkannter Künstler und Gestalter von Kunstwerken, die der Land Art zugerechnet werden.

## Leben und Werk

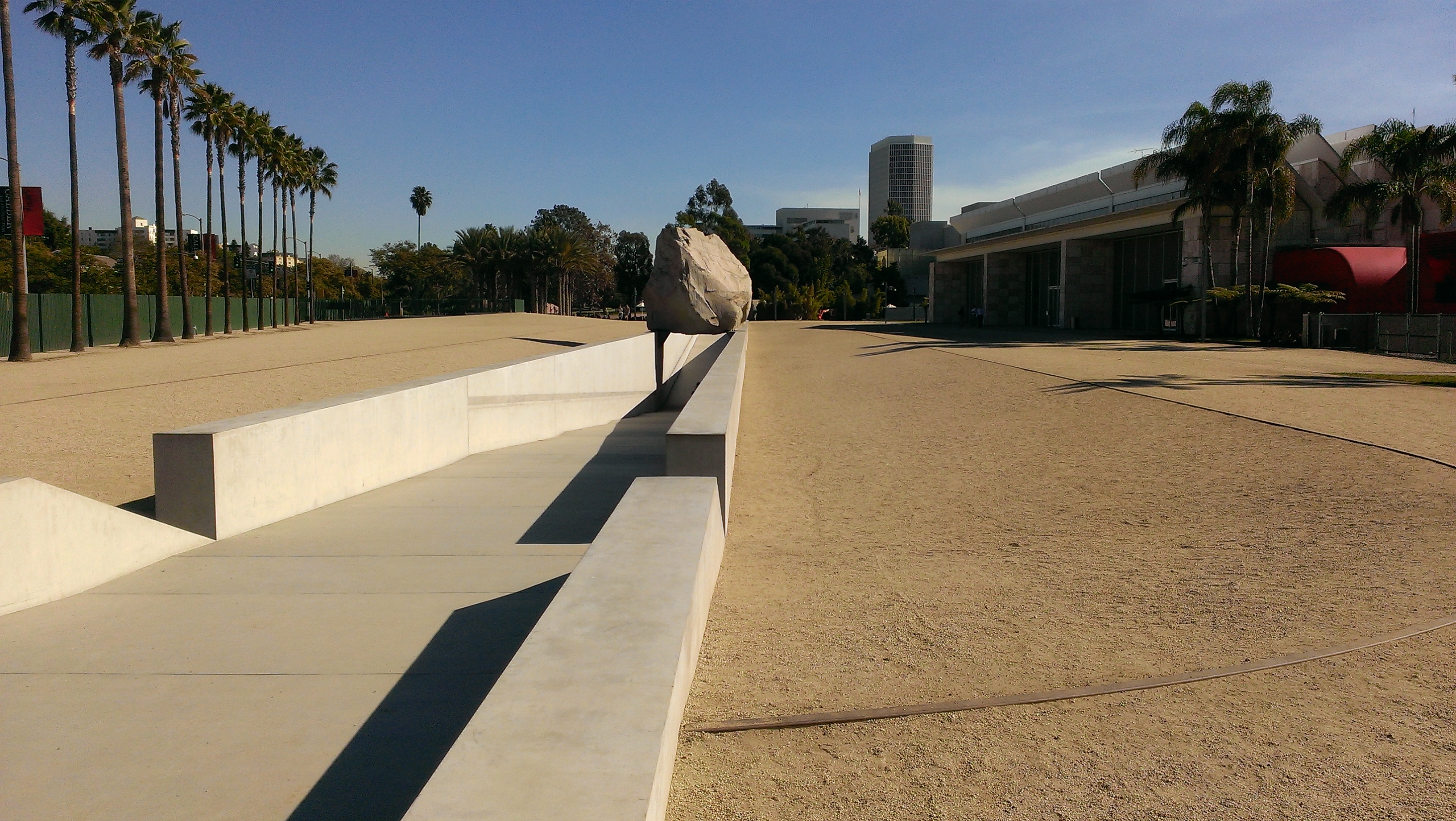
Levitating mass, Installation auf dem Gelände des Los Angeles County Museum of Art

Heizer studierte von 1963 bis 1964 am San Francisco Art Institute und siedelte 1966 nach New York über. Ab Winter 1967/68 verwirklichte Heizer die ersten Land-Art-Projekte, vor allem in den Wüsten von Nevada, Arizona und Kalifornien. Seit etwa 1970 widmete er sich dem Skulptur-Komplex City in Nevada und der Schaffung von Skulpturen aus Holz und Stein und schuf sowohl monochrome als auch abstrakte Bilder.
Besonders eindrucksvoll zeigt sich der radikale Ansatz in seinem Werk Double Negative aus dem Jahr 1969: Mit Bulldozern und Dynamit wurden zwei neun Meter breite und 15 Meter tiefe, exakt lineare Einschnitte mit einer Gesamtlänge von mehr als 450 Metern in die Erosionskante der wüstenartigen Hochebene Mormon Mesa bei Las Vegas getrieben. 240.000 Tonnen Gestein mussten bewegt werden, um das Kunstwerk zu schaffen, eine erlebbare „negative“ Skulptur, die man nicht wie gewohnt nur von außen betrachten, sondern die man begehen und als meditativen Raum erfahren sollte.
Mit den Intentionen der später aufkeimenden Ökologiebewegung hatte er nichts im Sinn. „It’s about art, not landscape“, betonte Michael Heizer und widersetzte sich damit Versuchen, die Land Art als ökologische Landschaftskunst zu interpretieren.
Seit 2009 ist Heizer Mitglied der American Academy of Arts and Sciences, seit 2021 der American Academy of Arts and Letters.

## Ausstellungen
- 1969: When Attitudes Become Form, Kunsthalle Bern
- 1977: Documenta 6, Kassel
- 1979: Museum Folkwang, Essen
- 1984: Museum of Contemporary Art, Los Angeles
- 1985: Whitney Museum of American Art, New York
- 2007: Dia:Beacon, Beacon, New York
- 2008: Galerie El Sourdog Hex, Berlin
- 2019: Böhm Chapel

## Werke
- City (1970–2022)[3][4]
- Levitated Mass (2011–2012)
- Tangential Circular Negative Lines (1968–2012)
- Double Negative (1969–1970)
- Munich Depression (1969)[5]